# Волейбол на летних Олимпийских играх 1980 (квалификация)

## Мужчины
Квалификация (отборочный турнир) волейбольного турнира Игр XXII Олимпиады среди мужчин прошла с 20 по 27 января 1980 года в Болгарии с участием 10 национальных сборных команд. Были разыграны две путёвки на Олимпийские игры.
От квалификации освобождены 8 сборных:
 СССР — хозяин Олимпиады;
 Польша — олимпийский чемпион 1976 года;
 Италия — по итогам чемпионата мира 1978 года (серебряный призёр);
 Югославия — по итогам чемпионата Европы 1979 года (бронзовый призёр);
 Китай — чемпион Азии 1979 года;
 Куба — чемпион Северной, Центральной Америки и Карибского бассейна 1979 года;
 Бразилия — чемпион Южной Америки 1979 года;
 Тунис — чемпион Африки 1979 года.

### Команды-участницы
Болгария, Венгрия, ГДР, Канада, Мексика, Румыния, США, Чехословакия, Южная Корея, Япония — по итогам континентальных чемпионатов 1979 года.

### Результаты

#### Предварительный этап

##### Группа А
София
| М | Команда  | 1   | 2   | 3   | 4   | 5   | И | В | П | С/П  | О |
| - | -------- | --- | --- | --- | --- | --- | - | - | - | ---- | - |
| 1 | Болгария |     | 3:1 | 3:1 | 3:0 | 3:0 | 4 | 4 | 0 | 12:2 | 8 |
| 2 | США      | 1:3 |     | 3:0 | 3:0 | 3:1 | 4 | 3 | 1 | 10:4 | 7 |
| 3 | ГДР      | 1:3 | 0:3 |     | 3:1 | 3:0 | 4 | 2 | 2 | 7:7  | 6 |
| 4 | Канада   | 0:3 | 0:3 | 1:3 |     | 3:1 | 4 | 1 | 3 | 4:10 | 5 |
| 5 | Мексика  | 0:3 | 1:3 | 0:3 | 1:3 |     | 4 | 0 | 4 | 2:12 | 4 |

20 января: Канада — Мексика 3:1 (15:6, 18:20, 18:16, 15:8); Болгария — США 3:1 (15:3, 14:16, 15:11, 15:2).
21 января: США — ГДР 3:0 (15:13, 15:13, 15:9); Болгария — Мексика 3:0 (15:1, 15:4, 15:3).
22 января: ГДР — Мексика 3:0 (15:6, 15:2, 15:8); Болгария — Канада 3:0 (15:4, 15:2, 15:11).
23 января: США — Мексика 3:1 (15:7, 15:4, 11:15, 15:4); ГДР — Канада 3:1 (16:14, 8:15, 17:15, 16:14).
24 января: США — Канада 3:0 (15:11, 15:10, 15:10); Болгария — ГДР 3:1 (12:15, 15:8, 15:10, 15:3).

##### Группа В
Перник
| М | Команда      | 1   | 2   | 3   | 4   | 5   | И | В | П | С/П  | О |
| - | ------------ | --- | --- | --- | --- | --- | - | - | - | ---- | - |
| 1 | Румыния      |     | 3:0 | 3:1 | 3:1 | 3:0 | 4 | 4 | 0 | 12:2 | 8 |
| 2 | Южная Корея  | 0:3 |     | 3:1 | 3:2 | 3:0 | 4 | 3 | 1 | 9:6  | 7 |
| 3 | Чехословакия | 1:3 | 1:3 |     | 3:2 | 3:1 | 4 | 2 | 2 | 8:9  | 6 |
| 4 | Япония       | 1:3 | 2:3 | 2:3 |     | 3:0 | 4 | 1 | 3 | 8:9  | 5 |
| 5 | Венгрия      | 0:3 | 0:3 | 1:3 | 0:3 |     | 4 | 0 | 4 | 1:12 | 4 |

20 января: Румыния — Венгрия 3:0 (15:8, 15:11, 15:7); Чехословакия — Япония 3:2 (13:15, 15:13, 11:15, 15:10, 15:6).
21 января: Южная Корея — Венгрия 3:0 (15:8, 15:13, 15:12); Румыния — Чехословакия 3:1 (15:2, 15:7, 13:15, 15:6).
22 января: Южная Корея — Чехословакия 3:1 (5:15, 15:10, 15:11, 15:13); Румыния — Япония 3:1 (15:4, 15:8, 12:15, 15:9).
23 января: Чехословакия — Венгрия 3:1 (15:10, 15:10, 13:15, 15:10); Южная Корея — Япония 3:2 (15:0, 15:13, 13:15, 8:15, 15:3).
24 января: Япония — Венгрия 3:0 (15:9, 15:5, 15:6); Румыния — Южная Корея 3:0 (15:8, 15:11, 15:7).

#### Финальный этап
София
Курсивом выделены результаты матчей предварительного этапа, пошедшие в зачёт финального
| М | Команда     | 1   | 2   | 3   | 4   | И | В | П | С/П | О |
| - | ----------- | --- | --- | --- | --- | - | - | - | --- | - |
| 1 | Болгария    |     | 3:0 | 3:1 | 3:1 | 3 | 3 | 0 | 9:2 | 6 |
| 2 | Румыния     | 0:3 |     | 3:0 | 3:0 | 3 | 2 | 1 | 6:3 | 5 |
| 3 | США         | 1:3 | 0:3 |     | 3:0 | 3 | 1 | 2 | 4:6 | 4 |
| 4 | Южная Корея | 1:3 | 0:3 | 0:3 |     | 3 | 0 | 3 | 1:9 | 3 |

26 января: Болгария — Южная Корея 3:1 (15:8, 15:10, 8:15, 15:8); Румыния — США 3:0 (15:10, 16:14, 15:10).
27 января: США — Южная Корея 3:0 (15:4, 15:9, 15:7); Болгария — Румыния 3:0 (15:9, 16:14, 15:3).

### Итоги
По итогам олимпийской квалификации среди мужских команд путёвку на Олимпийские игры 1980 года выиграли Болгария и Румыния.

### Изменения в составе участников Олимпийских игр
В апреле—мае 1980 года объявили о своём неучастии в Играх XXII Олимпиады ранее квалифицировавшиеся в состав участников мужского волейбольного турнира Китай и Тунис. Вместо них освободившиеся олимпийские путёвки получили Чехословакия (по итогам квалификации) и Ливия (по итогам чемпионата Африки 1979 года (серебряный призёр)).

## Женщины
Квалификация (отборочный турнир) волейбольного турнира Игр XXII Олимпиады среди женщин прошла с 20 по 24 января 1980 года в Пазарджике (Болгария) с участием 6 национальных сборных команд. Была разыграна одна путёвка на Олимпийские игры.
От квалификации освобождены 7 сборных:
 СССР — хозяин Олимпиады;
 Япония — Олимпийский чемпион 1976 года;
 Куба — чемпион мира 1978 года;
 ГДР — по итогам чемпион Европы 1979 года (серебряный призёр);
 Китай — чемпион Азии 1979 года;
 США — по итогам чемпионата Северной, Центральной Америки и Карибского бассейна 1979 года (серебряный призёр);
 Перу — чемпион Южной Америки 1979 года.

### Команды-участницы
Болгария, Бразилия, Венгрия, Мексика, Румыния (по итогам континентальных чемпионатов 1979 года), КНДР (вместо Южной Кореи).

### Результаты
| М | Команда  | 1   | 2   | 3   | 4   | 5   | 6   | И | В | П | С/П   | О |
| - | -------- | --- | --- | --- | --- | --- | --- | - | - | - | ----- | - |
| 1 | Румыния  |     | 1:3 | 3:0 | 3:0 | 3:2 | 3:0 | 5 | 4 | 1 | 13:5  | 9 |
| 2 | Болгария | 3:1 |     | 1:3 | 3:1 | 3:2 | 3:0 | 5 | 4 | 1 | 13:7  | 9 |
| 3 | Бразилия | 0:3 | 3:1 |     | 3:2 | 2:3 | 3:0 | 5 | 3 | 2 | 11:9  | 8 |
| 4 | КНДР     | 0:3 | 1:3 | 2:3 |     | 3:0 | 3:0 | 5 | 2 | 3 | 9:9   | 7 |
| 5 | Венгрия  | 2:3 | 2:3 | 3:2 | 0:3 |     | 3:0 | 5 | 2 | 3 | 10:11 | 7 |
| 6 | Мексика  | 0:3 | 0:3 | 0:3 | 0:3 | 0:3 |     | 5 | 0 | 5 | 0:15  | 5 |

20 января: Болгария — Румыния 3:1 (15:8, 12:15, 15:6, 15:9); КНДР — Мексика 3:0 (15:5, 15:4, 15:4); Венгрия — Бразилия 3:2 (17:15, 15:12, 15:17, 2:15, 15:12).
21 января: Бразилия — Мексика 3:0 (15:11, 15:11, 15:2); Болгария — Венгрия 3:2 (6:15, 15:11, 13:15, 17:15, 15:12); Румыния — КНДР 3:0 (16:14, 15:13, 15:12).
22 января: Румыния — Мексика 3:0 (15:3, 15:9, 15:4); Бразилия — Болгария 3:1 (15:9, 15:10, 11:15, 15:10); КНДР — Венгрия 3:0 (15:5, 15:13, 15:9).
23 января: Румыния — Венгрия 3:2 (5:15, 15:6, 15:13, 13:15, 15:5); Болгария — Мексика 3:0 (15:6, 15:5, 15:4); Бразилия — КНДР 3:2 (15:13, 8:15, 15:11, 14:16, 15:4).
24 января: Венгрия — Мексика 3:0 (15:4, 15:3, 15:11); Румыния — Бразилия 3:0 (15:11, 15:7, 15:6); Болгария — КНДР 3:1 (15:13, 7:15, 15:11, 16:14).

### Итоги
По итогам олимпийской квалификации среди женских команд путёвку на Олимпийские игры 1980 года выиграла Румыния.

### Изменения в составе участников Олимпийских игр
В апреле—мае 1980 года объявили о своём неучастии в Играх XXII Олимпиады ранее квалифицировавшиеся в состав участников женского волейбольного турнира Япония, Китай и США. Вместо них освободившиеся олимпийские путёвки получили Болгария, Бразилия и Венгрия (все по итогам квалификации).